# Martijn Barto
Martijn Barto (Spijkenisse, 23 agosto 1984) è un ex calciatore olandese, di ruolo attaccante.

## Carriera
Nel 2005-2006, la sua stagione d'esordio, ha giocato 7 partite in Eredivisie con l'RKC Waalwijk.
Nella stagione 2012-2013 ottiene la promozione in Eredivisie con il Cambuur, esordendo quindi nella stagione 2013-2014 in massima serie anche con tale squadra.

## Palmarès

### Club

#### Competizioni nazionali
- Eerste Divisie: 1

Cambuur: 2012-2013